# Angers
 Denne artikel omhandler den franske by. Opslagsordet har også en anden betydning, se Angers (flertydig).
Angers er en by i det vestlige Frankrig og administrativ hovedby (præfektur) for departementet Maine-et-Loire i regionen Pays de la Loire. Den var den gamle hovedstad i Anjou. Byen ligger ved floden Maine, omtrent hvor den løber sammen med Loire. Befolkningstallet er ca. 152.700 med omkring 283.000 i det bymæssige område Angers Loire storbyområde . Indbyggerne kaldes angeviner.
- La Maine neden for Angers
- Slottet set fra kajen på modsatte bred
- Cale de la Savate
- Katedralen Saint - Maurice
- Château d'Angers
- Carrefour Rameau
- Mod pladsen Saint-Eloi
- Mainesøen

## Demografi
| 1793   | 1800   | 1806   | 1821   | 1831   | 1836   | 1841   | 1846   | 1851   |
| ------ | ------ | ------ | ------ | ------ | ------ | ------ | ------ | ------ |
| 33.900 | 33.000 | 29.187 | 29.873 | 32.743 | 35.901 | 39.884 | 44.781 | 46.599 |

| 1856   | 1861   | 1866   | 1872   | 1876   | 1881   | 1886   | 1891   | 1896   |
| ------ | ------ | ------ | ------ | ------ | ------ | ------ | ------ | ------ |
| 50.726 | 51.797 | 54.791 | 58.464 | 56.846 | 68.049 | 73.044 | 72.669 | 77.164 |

| 1901   | 1906   | 1911   | 1921   | 1926   | 1931   | 1936   | 1946   | 1954    |
| ------ | ------ | ------ | ------ | ------ | ------ | ------ | ------ | ------- |
| 82.398 | 82.935 | 83.786 | 86.158 | 86.260 | 85.602 | 87.988 | 94.408 | 102.142 |

| 1962                                                              | 1968    | 1975    | 1982    | 1990    | 1999    | 2005    | - | - |
| ----------------------------------------------------------------- | ------- | ------- | ------- | ------- | ------- | ------- | - | - |
| 115.252                                                           | 128.533 | 137.591 | 136.038 | 141.404 | 151.279 | 152.700 | - | - |
| Tal fra og med 1962 er uden dobbelttælling (sans doubles comptes) |         |         |         |         |         |         |   |   |

## Uddannelse
- École supérieure des sciences commerciales d'Angers

## Venskabsbyer
- Haarlem, Holland fra 1964)
- Osnabrück, Tyskland, fra 1964
- Bamako, Mali, fra 1974
- Pisa, Italien fra 1982
- Wigan, Forenede Kongerige, fra 1988
- Södertälje, Sverige
- Sevilla, Spanien, fra 2000
- Yantai, Folkerepublikken Kina, fra 2006